# (19410) Guisard
(19410) Guisard est un astéroïde de la ceinture principale.

## Description
(19410) Guisard est un astéroïde de la ceinture principale. Il fut découvert le 26 mars 1998 à Caussols par le projet ODAS. Il présente une orbite caractérisée par un demi-grand axe de 2,36 UA, une excentricité de 0,11 et une inclinaison de 6,3° par rapport à l'écliptique.

## Compléments